# Rœulx
Rœulx is een gemeente in het Franse Noorderdepartement (Frans: département du Nord) (regio Hauts-de-France). De plaats maakt deel uit van het arrondissement Valenciennes. Rœulx telde op 1 januari 2022 3.767 inwoners.
Rœulx dient niet te worden verward met de Belgische gemeente en plaats Le Rœulx.
De naam Rœulx komt van het Germaanse Ruoth, wat Rode (gerooide plek) betekent.

## Geografie
De oppervlakte van Rœulx bedroeg op 1 januari 2022 4,02 vierkante kilometer; de bevolkingsdichtheid was toen 937,1 inwoners per km².

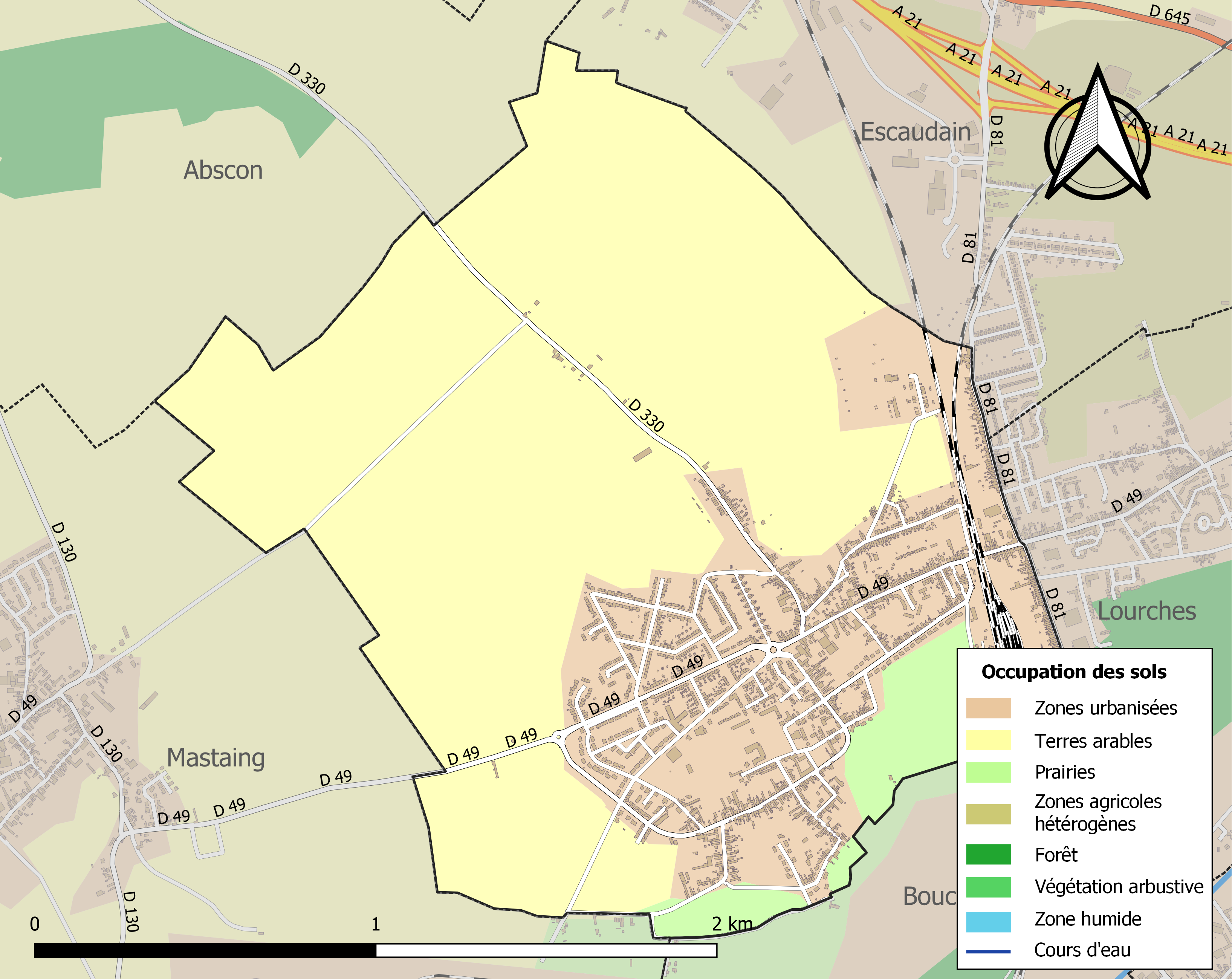
Kaart van de gemeente met belangrijkste infrastructuur, bodemgebruik en omliggende gemeenten

## Demografie
Onderstaande figuur toont het verloop van het inwonertal (bron: INSEE-tellingen).